# El Fresno, Puebla
El Fresno är en ort i Mexiko.   Den ligger i kommunen Chignahuapan och delstaten Puebla, i den sydöstra delen av landet, 110 km öster om huvudstaden Mexico City. El Fresno ligger 2 625 meter över havet och antalet invånare är 524.
Terrängen runt El Fresno är lite bergig, och sluttar norrut. Runt El Fresno är det ganska tätbefolkat, med 56 invånare per kvadratkilometer. Närmaste större samhälle är Chignahuapan, 13,0 km norr om El Fresno. I omgivningarna runt El Fresno växer i huvudsak blandskog.